# Janvier 1900

## Événements

### 1erjanvier 1900
- Allemagne, politique : le Code civil allemand (BGB = Bürgerliches Gesetzbuch) entre en vigueur.

- Espagne, politique : les Cortes approuvent une réforme du Code pénal, réprimant les attaques contre l'intégrité du territoire rendant passible de suppression tout organe de presse reconnu par deux fois coupable d'un tel délit.

- France :
  - société : d'après un recensement, la France (colonies comprises) compte 78 931 594 habitants.
  - café-concert : Brunin, ex-vedette des Ambassadeurs, rachète la grande brasserie du 77, rue du Faubourg-du-Temple, à Paris, pour en faire, sous son nom, un café-concert où défileront tous les grands chanteurs de la décennie (fermé en 1907, il devient, en 1910, un cinéma, le Temple Cinéma, puis Pathé Temple, et enfin Temple Sélection)[1].

- Grande-Bretagne, politique : le Nigeria devient un protectorat britannique.
  - La Royal Niger Company remet ses privilèges au gouvernement britannique qui crée le Niger Coast Pootectorate comprenant le delta du Niger rattaché à la région du Bas-Niger. L'ensemble est rebaptisé protectorat du Nigeria du Sud. ;
  - Frederick Lugard annexe les émirats septentrionaux au Nigeria en tant que haut-commissaire britannique avec pour mission de faire accepter des traités d'allégeance aux sultans de Sokoto et de Fula.

### 3 janvier 1900
Chine, politique : révolte des Boxers. La révolte antioccidentale, devenue prodynastique, en 1899, de la secte secrète chinoise des Poings de la justice et de la concorde (baptisée par les Occidentaux Boxers en raison de la boxe rituelle pratiquée par ses membres, dont le symbole est un poing fermé) se poursuit. Des Chinois chrétiens sont pris à partie, mais la cour impériale recommande au gouverneur du Chantoung (Shandong) Yuan Shikai de ne pas avoir recours à la violence et de tenter d'apaiser la situation par la persuasion.

### 4 janvier 1900
France, politique : accusés d'avoir ourdi, en février 1899, un complot contre le régime parlementaire, Paul Déroulède, fondateur de la Ligue des patriotes, et le royaliste André Buffet, sont condamnés à dix ans de bannissement par le Sénat constitué en Haute Cour de justice. Jules Guérin, président de la Ligue antisémite, également jugé, est condamné à dix ans de détention.

### 5 janvier 1900
- France :
  - littérature / presse écrite : parution du premier numéro des Cahiers de la Quinzaine, fondés par Charles Péguy. Au sommaire : une analyse des rapports entre le socialiste allemand Wilhelm Liebknecht et les socialistes français, et une analyse de l'affaire Dreyfus.

- Grande-Bretagne, politique : le leader nationaliste irlandais John Edward Redmond appelle au soulèvement contre la Grande-Bretagne.

### 6 janvier 1900
- Inde, société : la presse du monde entier annonce qu'une famine fait des millions de morts en Inde.

### 9 janvier 1900
- France, politique : rentrée parlementaire. Par 308 voix contre 220 à Henri Brisson, Paul Deschanel est réélu président de la Chambre des députés.
- Italie, sport: naissance du club de football de la Lazio à Rome.
- Royaume-Uni, justice: Pendaison de Louise Masset pour infanticide[2].

### 10 janvier 1900
- Afrique du Sud, politique : à la suite de l'échec de la contre-offensive contre les Boers, en décembre 1899, le field marshal lord Roberts prend le commandement des forces britanniques avec Herbert Kitchener comme chef d'état-major à la place de Redvers Buller.

- Allemagne, politique : à l'occasion du baptême, à Stettin, du paquebot Deutschland, le secrétaire d'État aux Affaires étrangères, Bernhard von Bülow, se prononce en faveur du renforcement de la puissance navale de l'Allemagne.
- Canada : Hugh John Macdonald devient premier ministre du Manitoba, remplaçant Thomas Greenway (jusqu'au 29 octobre 1900).

- Royaume-Uni, théâtre : première au Her Majesty's Theatre, à Londres, du Songe d'une nuit d'été, de William Shakespeare, mise en scène de Herbert Beerbohm Tree, avec Julia Neilson.

### 11 janvier 1900
- France, cinéma : Henri Joly et Normandin présentent, au théâtre de la Grande Roue, à Paris, un système de cinéma parlant grâce à un appareil couplé avec un phonographe. Ils projettent une saynète intitulée Lolotte.

### 13 janvier 1900
- France
  - théâtre : représentation au théâtre du Gymnase, à Paris, du monologue le Pauvre Bougre et le Bon Génie d'Alphonse Allais.
  - transport: Les premiers tramways sont inaugurés à Nice.

- Russie
  - économie : dans un rapport adressé au tsar, le ministre des finances, Sergueï Witte, met l'accent sur la nécessité d'accélérer la construction du réseau ferré.
  - économie : le gouvernement russe accorde un important prêt à la Perse pour l'encourager à se libérer de la tutelle britannique.

### 14 janvier 1900
- Opéra : création au théâtre Costanzi, à Rome, de Tosca de Giacomo Puccini. Livret de Luigi Illica et Giuseppe Giacosa, d'après le drame de Victorien Sardou, avec Hariclea Darclée, Enrico De Marchi, Eugenio Giraldoni, sous la direction musicale de Leopoldo Mugnone (en).

### 15 janvier 1900
- France, armée: Lyautey publie Du rôle colonial de l’armée dans la Revue des deux mondes.

- Littérature / presse : le Journal d'une femme de chambre d'Octave Mirbeau paraît dans la Revue blanche jusqu'au 1er juin 1900.

- philosophie / sociologie : après avoir été nommé trois jours plus tôt à la chaire de philosophie moderne au Collège de France, où il enseignera la psychologie morale et criminelle, Gabriel Tarde est élu membre de l'Académie des sciences morales et politiques.

### 18 janvier 1900
- France
  - économie: centenaire de la Banque de France.
  - musique : à Paris, le premier concert donné dans une église, en dehors des offices, a lieu à l'église Saint-Eustache. Malgré le programme, le Messie de Haendel, l'archevêque de Paris s'inquiète de voir un lieu de culte transformé en salle de spectacle, tandis que les socialistes redoutent que ce concert ne soit l'occasion d'une propagande cléricale.
- Mexique, guerre: la bataille de Mazocoba, dans l'État de Sonora, voit des éléments de l'armée mexicaine, sous le commandement du colonel Lorenzo Ortiz, vaincre des éléments de l'armée Yaqui commandés par Juan Maldonado Waswechia, plus connu sous le nom de Tetabiate.

### 19 janvier 1900
- Autriche-Hongrie, politique : après plusieurs années d'instabilité ministérielle, due, en particulier, aux conflits entre nationalités allemande et tchèque en Bohême. Ernst von Koerber, un haut fonctionnaire autrichien, forme un nouveau gouvernement (jusqu'au 31 décembre 1904).

### 20 janvier 1900
- Angleterre, littérature / peinture : mort à Coniston (Cumbria) de John Ruskin, écrivain et critique d'art anglais, né à Londres, le 8 février 1819. Grand admirateur de Turner, auteur d'un traité d'esthétique (les Peintres modernes), d'études sur l'architecture gothique (les Sept Lampes de l'architecture (en)[3], la Bible d'Amiens) et vénitienne (les Pierres de Venise), il aborde, également, les questions d'ordre social dans Unto This Last. Il employa sa fortune dans des œuvres sociales.
- France, café-concert : l'artiste transformiste italien Leopoldo Fregoli, pour la première fois en France, fait ses débuts au Trianon, à Paris, une salle de second ordre. Dans la nuit du 17 au 18 février, la salle sera détruire par un incendie. Le spectacle sera repris, quelques jours plus tard, à l'Olympia.

### 22 janvier 1900
- France
  - politique : ouverture du procès de la congrégation des assomptionnistes.
  - psychanalyse : la publication de l'Interprétation des rêves de Sigmund Freud est accueillie, par la presse, avec une indifférence relative.

- Télégraphie : mort à Londres de David Edward Hughes, ingénieur anglo-américain, d'origine anglaise, né à Bala dans le Gwynnedd (Pays de Galles), le 16 mai 1831. Inventeur d'un appareil télégraphique imprimeur, il inventa le microphone à charbon, qui remplaça celui de Bell.

### 23 janvier 1900
- France : le budget de l'instruction publique à la Chambre[4]. La discussion du budget de l'Instruction publique reste l'une des plus propices à l'exercice de l'éloquence parlementaire. Les joutes verbales opposent tenants et opposants de l'idée laïque. C'est ainsi qu'on a pu voir s'affronter Maurice-Louis Faure, rapporteur, favorable aux idées laïques, et l'abbé Gayraud, partisan de l'enseignement libre. D'autres orateurs, tel que le baron Xavier Reille, ont beaucoup parlé de l'unité morale de la nation, au risque de confondre nation et État. Léo Melliet, ancien membre de la Commune de Paris, a fermement critiqué les influences néfastes des méthodes de l'Église sur notre enseignement secondaire.

### 24 janvier 1900
- Afrique du Sud, politique : défaite britannique à la bataille de Spion Kop dans la seconde Guerre des Boers lors de la tentative de briser le siège de Ladysmith.

- France, politique : verdict du procès des assomptionnistes. La congrégation est dissoute et les religieux parmi lesquels les pères Picard et Bailly, sont condamnés à 16 francs d'amende.
  - Le milliard des congrégations[4]
    - Organisation illégale
      - Les assomptionnistes, un ordre religieux fondé en 1850 par le père d'Alzon, se consacrent à l'enseignement et, fait nouveau, au journalisme, avec le journal la Croix. Au premier rang de la lutte contre les républicains de gauche, engagés dans la campagne contre Dreyfus, ils sont accusés, en 1900, de constituer une organisation illégale à but politique, alors que les partis politiques ne sont pas encore autorisés. Picard, leur supérieur général, répond au procureur de la République :
 - Monsieur Picard. Vous reconnaissez faire partie d'une association de plus de vingt personnes.
- Je n'accepte pas le mot association. Je suis le supérieur général de la congrégation des assomptionnistes, qui a un but avant tout religieux.

    - L'accusation porte sur deux points
      - l'accumulation de richesses et l'agitation politique. D'abord on leur reproche de posséder plusieurs immeubles dans le centre de Paris et 14 établissements scolaires, sans être une congrégation reconnue par le pape. De plus, ces établissements scolaires serviraient à recruter de jeunes gens pauvres et soumis pour l'ordre. Deuxièmement, par le biais des comités locaux de la Croix et du secrétariat d'action électorale catholique, dirigé par le père Adéodat, ils soutiennent les candidats cléricaux, c'est-à-dire hostiles à la République laïque. Au vu de quoi le tribunal prononce la dissolution de la congrégation des assomptionnistes.

### 25 janvier 1900
- France, politique : monseigneur Richard, archevêque de Paris, prend position contre la sentence, prononcée le 24, et recommande aux assomptionnistes de persévérer dans leurs œuvres. Le président du Conseil, Pierre Waldeck-Rousseau, le rappelle à l'ordre.

- Pologne, politique : L'Aube, organe des socialistes polonais, lance, de Londres, l'idée d'une future lutte armée pour la libération de la Pologne.

### 27 janvier 1900
- France
  - littérature : grand admirateur de John Ruskin, Marcel Proust signe dans la chronique des arts et de la curiosité un article nécrologique en hommage à l'écrivain et critique d'art, décédé le 20 janvier.
  - théâtre : le sénateur René Bérenger, surnommé le père la Pudeur, fait interdire l'Homme à l'oreille coupée, créé le 23 janvier. La pièce ressort sous le titre de Une mauvaise plaisanterie (théâtre).

### 28 janvier 1900
- Fondation de la Fédération d'Allemagne de football à Leipzig.

### 30 janvier 1900
- Espagne, société : le ministre de l'Intérieur, Eduardo Dato, présente aux Cortes le premier projet de loi sur les accidents du travail.

### 31 janvier 1900
- Les édicules d'Hector Guimard[4] : la commission du métropolitain a choisi parmi les nombreux projets d'édicules, pour les gares soumis à son appréciation, celui qu'avait présenté Hector Guimard, l'architecte du castel Béranger, primé au dernier concours de maisons. Très simples et très élégants, les petits pavillons imaginés par Hector Guimard sont tout en fer, en céramique et en verre. C'est d'un léger à faire concurrence à la mousse de champagne ! ... Quant à la forme, indescriptible, le style architectural moderne manquant de termes de comparaison, mais gracieuse : un toit étrangement dentelé et orné d'auvents en coquilles, d'un effet inattendu, qui plaît. Cela abrite l'escalier qui descend vers la gare souterraine et les voies du metropolitain. L'essentiel, c'est que Paris n'en sera point enlaidi; au contraire.

- Autriche, peinture : ouverture à Vienne (Autriche) de la sixième exposition de la Sécession viennoise, consacrée à l'art japonais.

- France, politique : décret abolissant les peines corporelles dans l'armée et la marine.

- Italie, théâtre : première au théâtre Manzoni, à Milan, de Come le foglie (Comme les feuilles (it)) de Giuseppe Giacosa, avec Tina Di Lorenzo.

## Naissances
- 1er janvier : Xavier Cugat, musicien espagnol († 27 octobre 1990).
- 5 janvier : Yves Tanguy, peintre franco-américain († 15 janvier 1955).
- 6 janvier : Emmanuel d'Astier de La Vigerie, écrivain, journaliste, militaire et homme politique français († 12 juin 1969).
- 7 janvier : 
  - Robert Le Vigan, acteur français († 12 octobre 1972).
  - Ludovic Massé, romancier français († 24 août 1982).
- 8 janvier :
  - Solon Earl Low, politicien et chef du crédit social († 22 décembre 1962).
- 9 janvier : 
  - Jean-Corentin Carré, plus jeune Poilu français, engagé volontaire à 15 ans († 18 mars 1918).
- 12 janvier : 
  - Väinö Hannikainen, compositeur et harpiste finlandais († 7 août 1960).
- 15 janvier : 
  - César Domela, peintre et sculpteur néerlandais († 30 décembre 1992).
  - Maurice Albe, peintre, graveur et sculpteur français († 9 janvier 1995).
- 16 janvier: Joseph Van Ruymbeke, footballeur belge († 7 août 1928).
- 21 janvier: Serge Poliakoff, peintre français d'origine russe († 12 octobre 1969).
- 31 janvier : Mikhaël Ivanhov, enseignant bulgare, fondateur de la Fraternité blanche universelle († 25 décembre 1986).

## Décès
- 20 janvier : 
  - Florenty Pavlenkov, éditeur et philanthrope russe (° 20 octobre 1839).
  - John Ruskin, écrivain et réformateur social britannique (° 8 février 1819).
- 22 janvier : David Edward Hughes, ingénieur britannique (° 16 mai 1831).
- 23 janvier: William Blundell Spence,artiste, musicien et peintre britannique (° 13 janvier 1814).
- 26 janvier: Edouard Riou, peintre et illustrateur français (° 2 décembre 1833).